# Policastro Bussentino

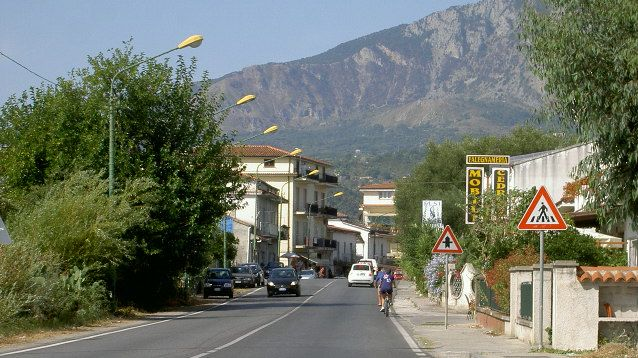
Panorama de Via Nazionale.

Policastro Bussentino (a veces llamado simplemente Policastro) es la mayor y más poblada pedanía (frazione) del municipio de Santa Marina, en la provincia de Salerno. 

## Geografía
Policastro está a orillas del Mar Tirreno, y da nombre al Golfo de Policastro, cercano a la desembocadura del río Bussento (de donde viene "Bussentino"). Está situada junto a la carretera y dista 10 km de Sapri, 5 de Santa Marina, 4 de Scario y 25 de Marina di Camerota.

## Historia
El centro habitado nació con el nombre de Pixunte (en griego, Πυξοῦς), colonia de la Magna Grecia, fundada en 471 a. C. por Micito, tirano de Regio y de Zancle aunque es posible que en el siglo precedente el lugar ya hubiera estado habitado bajo la influencia de Síbaris.
Estrabón menciona que llevaba su mismo nombre un cabo y un río. Plinio el Viejo la conoce con el nombre de Buxento.
Durante el periodo fascista, con la unión de los municipios de Ispani y Santa Marina, Policastro fue pedanía de Capitello.

## Otros proyectos
- Wikimedia Commons alberga una categoría multimedia sobre Policastro Bussentino.